# Mały Kowaniec
Mały Kowaniec, Kowaniec Mały – potok, dopływ Kowańca. Wypływa na wysokości około 1200 m, poniżej Bukowiny Waksmundzkiej w Gorcach. Spływa stąd w kierunku południowo-zachodnim doliną pomiędzy grzbietami Bukowiny Waksmundzkiej i Czuby Ostrowskiej. Z obydwu tych grzbietów do Małego Kowańca spływa po kilka potoków. Na wysokości około 650 m łączy się z Wielkim Kowańcem tworząc potok Kowaniec.
W dolnym biegu Małego Kowańca doliną ciągną się polany, a u wylotu znajdują się zabudowania należącej do Waksmundu ulicy Gorczańskiej. Dojście do doliny znajduje się w Nowym Targu w dzielnicy Kowaniec, na osiedlu Oleksówki (Długa Polana). Oznacza to, że mieszkańcy zabudowań położonych nad Małym Kowańcem nie mają połączenia drogowego z Waksmundem.
Zlewnia Małego Kowańca znajduje się w granicach wsi Waksmund w województwie małopolskim, w powiecie nowotarskim, w gminie Nowy Targ.
W dolinie Małego Kowańca regularnie odbywają się zawody w trialu takie jak „Rajd Tatrzański”.

## Przypisy

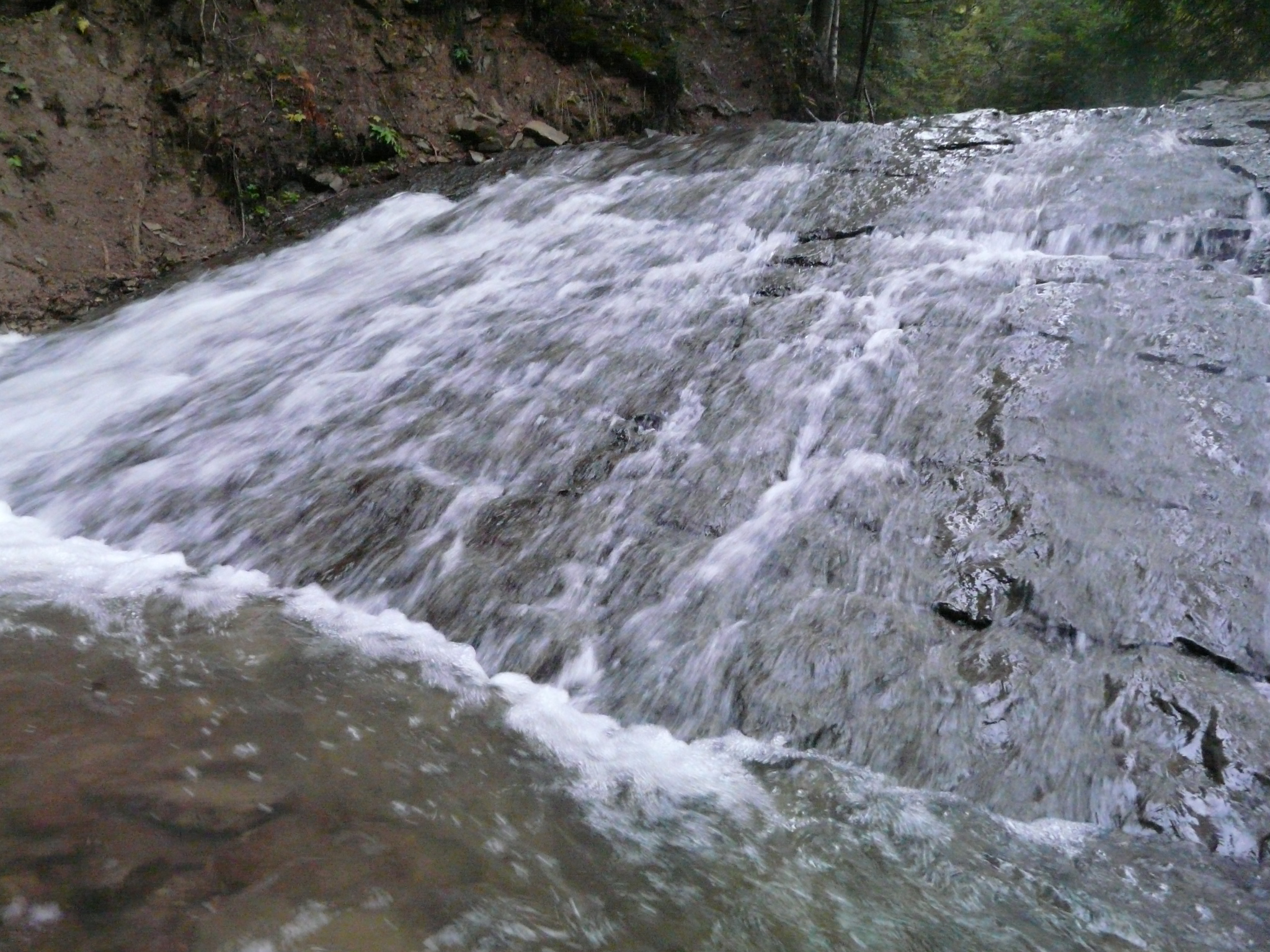
Wodospad w połowie doliny Małego Kowańca
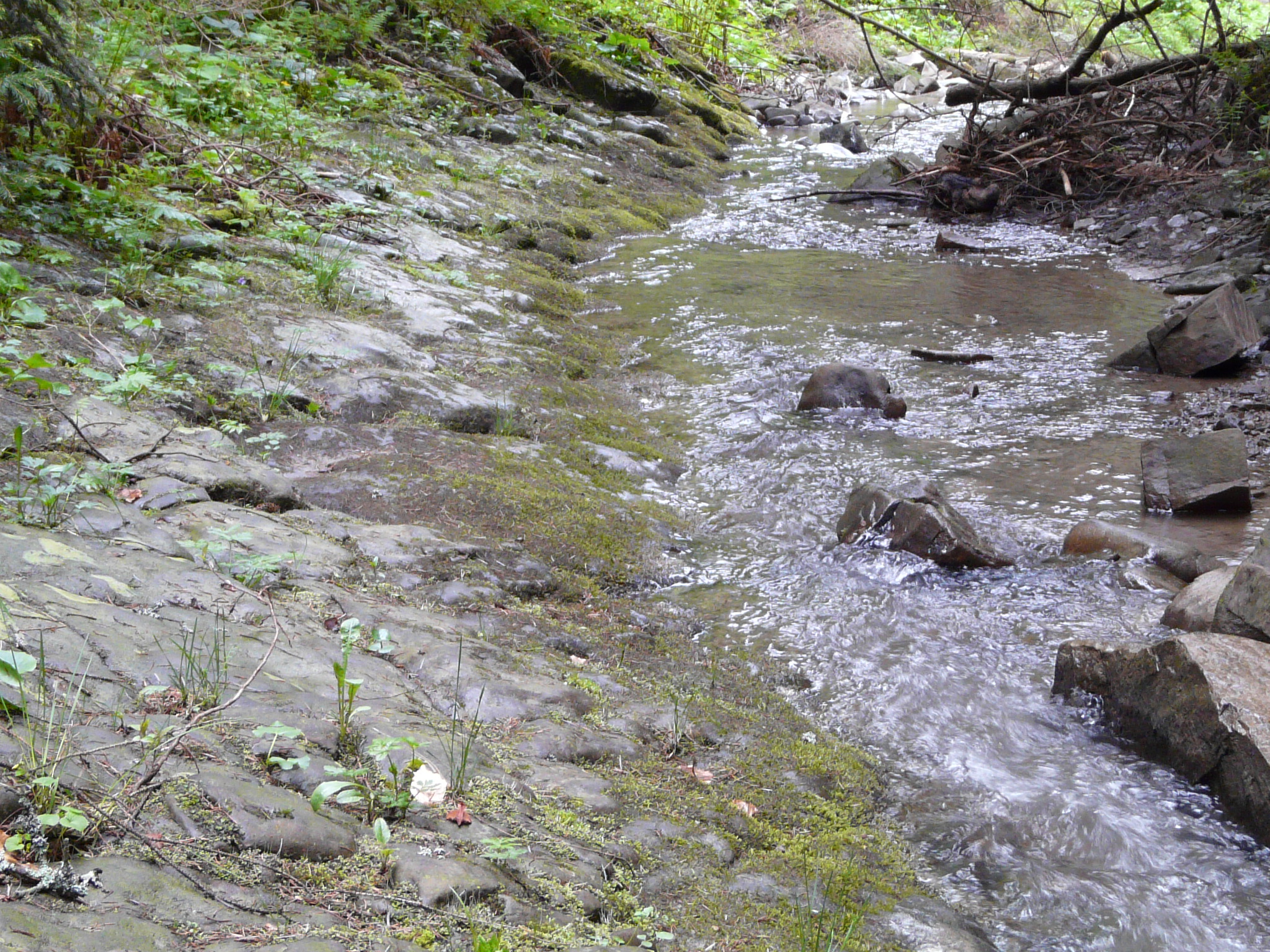
Potok Mały Kowaniec
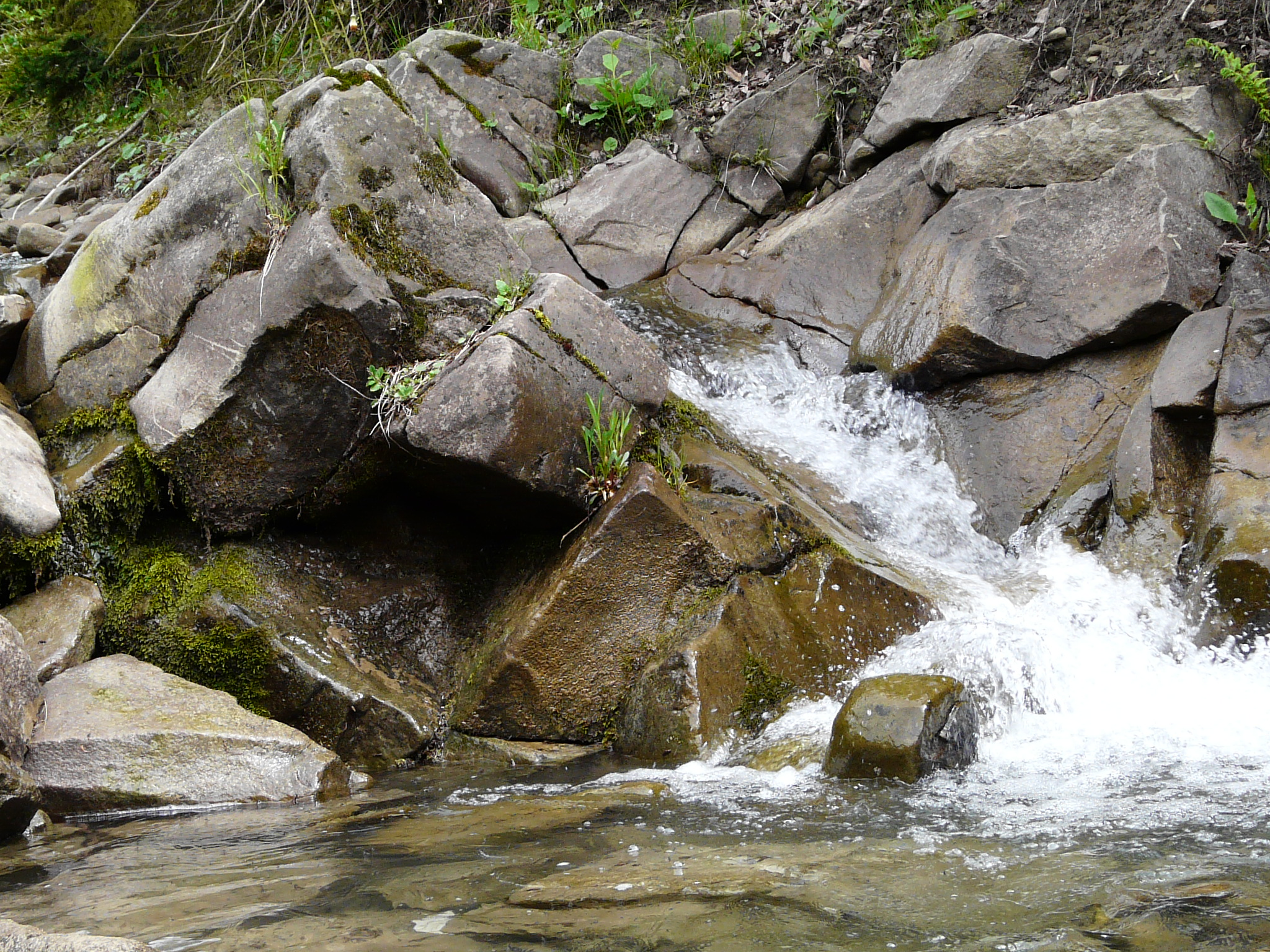
Wodospad u wylotu doliny Małego Kowańca